# ГЕС Гаррісон
ГЕС Гаррісон — гідроелектростанція у штаті Північна Дакота (Сполучені Штати Америки). Знаходячись між ГЕС Форт-Пек (вище по течії) та ГЕС Oahe, входить до складу каскаду на річці Міссурі, найбільшій правій притоці Міссісіпі (басейн Мексиканської затоки).
В межах проекту річку перекрили земляною греблею висотою 64 метри, довжиною 3444 метри та товщиною по основі 1036 метрів, яка потребувала 50,8 млн м3 матеріалу (крім того, на водоскид довжиною 407 метрів витратили 1147 тис. м3 бетону). Вона утримує витягнуте по долині Міссурі на 287 км водосховище Lake Sakakawea з площею поверхні 1546 км2 та об'ємом 29,4 млрд м3, в якому припустиме коливання рівня у операційному режимі між позначками 560 та 464 метри НРМ (у випадку повені до 565 метрів НРМ).
Зі сховища прокладено вісім тунелів довжиною по 0,45 км, п'ять з яких із діаметром по 7,3 метра живлять пригреблевий машинний зал, а три (один діаметром 7,9 метра та два з діаметром по 6,7 метра) виконують функцію нижніх водоскидів. Поряд з машинним залом розташовано десять вирівнювальних резервуарів баштового типу.
Основне обладнання станції становлять п'ять турбін типу Френсіс потужністю по 118,2 МВт (загальна номінальна потужність станції рахується на рівні 583 МВт), які працюють при напорі від 30 до 56 метрів (номінальний напір 46 метрів).